# Emily Sadka
Emily ou Emma Sadka, née en 1920 à Singapour, morte le 19 juillet 1968 à Perth en Australie, est une historienne et chercheuse irako-singapourienne. 
Elle est spécialisée dans l'histoire politique de la région malaise, qu'elle enseigne à l'Université de Malaisie à Singapour, en Nouvelle-Zélande et dans plusieurs universités australiennes.

## Biographie

### Jeunesse et formation
Emily Sadka naît en 1920. Elle est la fille aînée de Sassoon Samuel Sadka et de son épouse Sarah, tous deux juifs originaires de Bagdad en actuel Irak. Elle est la petite-nièce de Moshe Sadka, le grand rabbin de Bagdad et la cousine du ministre en chef de Singapour, David Marshall.
Elle étudie à la Raffles Girls' School de la Raffles Institution de 1928 à 1935, puis rejoint la classe spéciale pour les boursiers de la Raffles Institution, en 1935, à l'âge de 16 ans. Elle est alors mineure et trop jeune pour l'examen, qu'elle présente de nouveau l'année suivante. En décembre 1937, elle remporte la British Malayan Queen's Scholarship, qui lui offre le voyage aller-retour pour l'Angleterre, ainsi que le coût de ses études à Oxford, à Cambridge ou dans toute autre université britannique, pour une durée maximale de quatre ans. Elle est la première femme juive à remporter cette bourse. Les autres gagnants sont Lim Chong Eu, 18 ans, de l'école libre de Penang qui deviendra plus tard ministre en chef de Penang ; Chin Kim Hong, 19 ans, de l'école King Edward VIII de Taiping et Mohamed Ismail bin Mohamed Ali, 19 ans, de l'institution Victoria à Selangor,. Elle décide d'étudier l'histoire moderne au St. Hilda's College d'Oxford, où elle obtient un Bachelor of Arts (BA, First Class Hons.) en histoire en 1941,.
Elle apprend en plus le russe et les langues scandinaves, et remporte en 1942 une bourse Carnegie pour mener des recherches sur l'administration soviétique dans les anciennes colonies tsaristes d'Asie centrale. Elle suit en 1946 les cours du soir du London County Council en littérature et sur l'actualité ; elle donne par ailleurs une série de conférences sur l'Union soviétique pour le Marylebone Literary Institute. Elle siège aussi au comité du Centre international de la jeunesse à Londres. Elle part en vacances en septembre 1947 en Australie, ses travaux sur le sujet étant presque terminés, et elle prépare la présentation de sa thèse de doctorat, thèse qu'elle soutient en Angleterre en 1948.

### Historienne

#### Université de Malaisie
Emily Sadka rejoint en août 1951 l'Université de Malaisie, actuellement l'université nationale de Singapour, en tant que maître de conférences.
Elle est élue en juin 1953 secrétaire de la Malayan Historical Society à Singapour, sous la direction de Cyril Northcote Parkinson.

#### Exploration et expédition archéologique
Elle démissionne de son poste universitaire en août 1953 pour partir en exploration scientifique, participant à une expédition dirigée par le directeur par intérim des musées, G. Sieveking. Le but de lexpédition est d'enquêter sur l'ancienne colonie de Kota Batu, un site à Johore Lama, remonter la rivière Johore et sonder les restes de deux bateaux encastrés dans les berges du fleuve.
Des morceaux de poterie chinoise datant des XVIIe et XVIIIe siècles sont découverts parmi les restes de l'un des bateaux. Un habitant de la région leur montre un bol d'origine siamoise trouvé rempli de pièces d'or. Selon ce propriétaire, les pièces ont ensuite été fondues et l'or vendu.
Outre Emily Sadka et G. Sieveking, l'expédition comprend également Paul Wheatley de l'Université de Malaisie, C.A. Gibson-Hill du Musée Raffles, Tony Beamish de Radio Malaya, M.W.F. Tweedie du Musée de Singapour, Oswald Theseira du Musée FMS, le commandant en chef naval (station d'Extrême-Orient), vice-amiral Sir Charles Lambe, John Senior de l'armée britannique, Wong Lin Ken, Clement Hon, et Wang Gung Wu.
Ils font une découverte importante lors de ces fouilles : c'est la première fois que l'utilisation de la maçonnerie est observée dans les fortifications malaises. Tout aussi important, les relevés topographiques de l'expédition procurent une connaissance plus précise de la géographie interne de cette colonie. Les restes d'un ancien navire de commerce chinois sont également découverts lors de ces fouilles.

#### Édition du Journal de Sir Hugh Low
Emily Sadka pense que Hugh Low, le troisième résident britannique à Perak, était « l'un des plus grands administrateurs de Malaisie », mais elle note qu'il a été négligé par les écrivains de l'histoire de la Malaisie, avec seulement quelques références ponctuelles incluses dans les notes prises par Swettenham et Winstedt. À cette époque, les papiers privés de Hugh Low sont introuvables et une grande partie des documents officiels de Perak, ainsi que ceux du bureau du secrétaire aux colonies de Singapour, avaient été détruits pendant l'occupation japonaise de la Malaisie. La seule chose qui restait à cette époque était le premier volume de ses journaux manuscrits, alors conservés au Secrétariat fédéral à Kuala Lumpur [et maintenant conservés aux Archives nationales de Malaisie], qui couvrent ses huit premières semaines à Perak, du 19 avril au 15 juin 1877. Emily Sadka travaille au déchiffrement, à la transcription et à la correction du texte de ce manuscrit, pour en établir la version publiable. Son travail est publié deux ans plus tard, en 1955.

#### Documents historiques malais en Australie
Pendant qu'elle effectue des recherches à l'Université nationale australienne, Emily Sadka découvre qu'il y a suffisamment de matière documentaire à Canberra pour que les étudiants puissent utiliser ces sources comme base solide pour l'histoire malaise. Elle prépare à cette époque une thèse sur le système résidentiel de gouvernement dans les États de Malaisie de 1874 à 1895.

#### Université nationale australienne
Emily Sadka reçoit une bourse de recherche à l'Université nationale australienne en 1954. Elle est alors recrutée par Jim Davidson, professeur d'histoire du Pacifique à la Research School of Pacific (and Asian) Studies, comme l'une des premières doctorantes de l'Université nationale australienne. La thèse qu'elle produit est ensuite révisée et publiée sous le titre « Les États malais sous protectorat 1874-1875 ». À cette époque, elle habite à la cité universitaire de l'université nationale australienne, elle devient une sorte de « muse morale » et protectrice de confiance pour son camarade et futur Premier ministre australien Bob Hawke. Le diplôme de l'université lui est décerné en 1960.

#### Université Victoria (Nouvelle-Zélande)
Emily Sadka commence à enseigner l'histoire de l'Asie du Sud-Est en Nouvelle-Zélande en tant que maître de conférences à l'Université Victoria de Wellington. Le cours de premier cycle d'Emily Sadka en histoire de l'Asie du Sud-Est est considéré comme novateur pour la Nouvelle-Zélande de 1958. L'historien Anthony Reid, qui n'avait jamais étudié l'histoire à l'école, s'intéresse à l'histoire à l'université. Il obtenu ensuite un BA et une MA à Wellington et un doctorat en histoire à Cambridge (1965), et il succédera finalement à Emily Sadka à l'université nationale australienne.

#### Retour à l'Université nationale australienne
Jim Davidson ramène Emily Sadka à son département d'histoire du Pacifique, au collège de recherche sur les études du Pacifique et de l'Asie, à l'Université nationale australienne en 1960 en tant que chercheuse, promue en 1962 au poste de chercheuse permanente après la démission de John Bastin. Dans les années 1960, elle a supervise un certain nombre de thèses sur l'histoire de la Malaisie.

#### Mort précoce
Emily Sadka meurt à 47 ans le 19 juillet 1968 à Perth, en Australie occidentale, l'année même année de la publication de sa thèse révisée sous forme de livre, Les États malais sous protectorat, 1874-1895.
Trois cartons de ses brouillons manuscrits et les extraits de diverses revues sont conservés à la Bibliothèque nationale d'Australie et à la Bibliothèque de l'Université nationale australienne.

## Principales publications
- 1955 : Le Journal de Sir Hugh Low, Perak, 1877.
- 1957 : « Changement constitutionnel en Malaisie : une perspective historique », dans Australian Outlook, 2 : 17-30.
- 1960 : Le système résidentiel dans les États malais protégés, 1874-1895.
- 1962 : « Les conseils d'État de Perak et Selangor », 1877-1895, dans Documents sur l'histoire malaise : 89-119.
- 1962 : « Singapour et la Fédération : problèmes de fusion », dans Asian Survey 1(11):17-25.
- 1963 : « Malaisie : le contexte politique », dans L'économie politique de la Malaisie indépendante : une étude de cas sur le développement : 28-58.
- 1964 : « Le ministère des Colonies et les États malais protégés », dans les études malaises et indonésiennes : essais présentés à Sir Richard Winstedt à l'occasion de son 85e anniversaire.
- 1968 : Les États malais sous protectorat, 1874-1895.